# 530 v. Chr.
Portal Geschichte | Portal Biografien | Aktuelle Ereignisse | Jahreskalender | Tagesartikel

◄ |
7. Jahrhundert v. Chr. |
6. Jahrhundert v. Chr. |
5. Jahrhundert v. Chr. |
►

◄ | 550er v. Chr. | 540er v. Chr. | 530er v. Chr. | 520er v. Chr. |
510er v. Chr. |
►

◄◄ | ◄ | 533 v. Chr. | 532 v. Chr. | 531 v. Chr. | 530 v. Chr. |
529 v. Chr. |
528 v. Chr. |
527 v. Chr. |
► |
►►

## Ereignisse

### Politik und Weltgeschehen
- Nach dem Tod von Kyros II. im August wird sein ältester Sohn Kambyses II. Herrscher des Perserreichs aus der Dynastie der Achämeniden. Er gerät mit seiner expansiven Politik bald in Konflikt mit Ägypten unter Pharao Amasis aus der 26. Dynastie.
- Hasdrubal folgt seinem verstorbenen Vater Mago I. als Herrscher von Karthago.
- 535/530 v. Chr.: Arkesilaos III. wird als Nachfolger seines Vaters Battos III. König von Kyrene.

### Kultur
- um 530 v. Chr.: Griechische Vasenmalerei: Die rotfigurige Vasenmalerei beginnt in der attischen Vasenmalerei die schwarzfigurige Vasenmalerei (seit 650 v. Chr.) abzulösen. Als Erfinder dieser Technik gilt allgemein der Andokides-Maler. Ein wichtiges Beispiel für den Übergang ist dessen Bauchamphora, die beide Stile vereint.
- Um 530 v. Chr. ist in Athen der Töpfer Menon tätig, der unter anderem mit dem attischen Vasenmaler Psiax zusammenarbeitet. Ab 530 v. Chr. ist auch der Antimenes-Maler in Athen schöpferisch tätig.
- um 530 v. Chr.: Die Nordische Bronzezeit endet und geht (nach Oscar Montelius) in die nordische Eisenzeit über.

## Gestorben
- August: Kyros II., persischer Großkönig (* 590/580 v. Chr.)

- 535/530 v. Chr.: Battos III., König von Kyrene
- um 530 v. Chr.: Bias von Priene, griechischer Redner, einer der Sieben Weisen von Griechenland (* um 590 v. Chr.)
- um 530 v. Chr.: Mago I., König von Karthago